# Agrilus neoprosopidis
Agrilus neoprosopidis är en skalbaggsart som beskrevs av Knull 1938. Agrilus neoprosopidis ingår i släktet Agrilus och familjen praktbaggar. Inga underarter finns listade i Catalogue of Life.